# Justin Kripps
Justin Kripps (ur. 6 stycznia 1987) – kanadyjski bobsleista (pilot boba), złoty medalista olimpijski w dwójkach z 2018.
Bobsleje zaczął trenować w 2006, do kadry narodowej trafił w 2007. Zawody w Pjongczangu były jego trzecimi  igrzyskami olimpijskimi - wcześniej brał udział w igrzyskach w 2010 i 2014 - i triumfował w rywalizacji dwójek. Partnerował mu Alexander Kopacz. Złoty medal zdobyli ex aequo z niemiecką parą Francesco Friedrich i Thorsten Margis. W 2017 został wicemistrzem świata w tej konkurencji, partnerował mu Jesse Lumsden. W 2012 zdobył brąz w drużynie mieszanej/sztafecie.